# Roman-Lagune
Die Roman-Lagune ist eine Lagune auf der Insel Heard im südlichen Indischen Ozean. Sie liegt auf dem Tombolo, der die Laurens-Halbinsel mit Red Island verbindet.
Namensgeber ist die Bark Roman aus New London, Connecticut, welche in den 1860er und 1870er Jahren zur Robbenjagd in den Gewässern um Heard operierte und dabei im September 1866 ihren Tender E. R. Sawayer an der Küste der Insel verlor.